# Onze-Lieve-Vrouwekerk (Deinze)
De Onze-Lieve-Vrouwekerk in Deinze is een van de laatste bouwwerken in de stijl van de Scheldegotiek. De kerk is gelegen aan de Leiedam en het Emiel Clausplein, in het centrum van de stad. 

## Geschiedenis
In Deinze stond in de negende eeuw een eerste kerkgebouw. Poppo, abt van de abdij van Stavelot en geboren in Deinze, schonk relieken aan de kerk na zijn terugkeer uit het Heilige Land. Deze werden in een muur in de kerk ingemetseld. De huidige kerk werd gebouwd na een brand in de 14e eeuw. Op 13 mei 2011 werd het voordien naamloze plein naast de kerk Sint-Poppoplein gedoopt.
Sinds 1936 is de kerk een beschermd monument. 

## Beiaard en klokken
In 1988 heeft men een grotetertsbeiaard geïnstalleerd met 37 klokken, die gegoten werden bij de Klokkengieterij Eijsbouts. In 1994 werden nog eens 11 klokken van Eijsbouts aan deze beiaard toegevoegd. Het is de eerste grotetertsbeiaard die ooit werd geïnstalleerd ter wereld. Er is een automatische speelcomputer aanwezig die om het half uur een melodie laat weerklinken. Het instrument wordt ook regelmatig door een beiaardier bespeeld.
De toren beschikt ook nog eens over vier afzonderlijke luidklokken die niks met de beiaard te maken hebben, waarvan 1 historisch klokje uit 1652, de drie andere klokken werden gegoten in 1883, 1948 en 1964, waarvan de 2 laatste door Marcel Michiels Jr en Petit en Fritsen.

## Orgel
Binnen bevindt er zich een historisch waardevol Pieter Van Peteghemorgel uit 1740-1742. Een Aanbidding der Wijzen van Gaspar de Crayer hangt in de linkerzijbeuk. Er bestaat sinds enige tijd twijfel of dit werk door de Crayer is geschilderd. Sommigen schrijven het toe aan de Oudenaardse kunstenaar Simon De Pape.

## Afbeeldingen

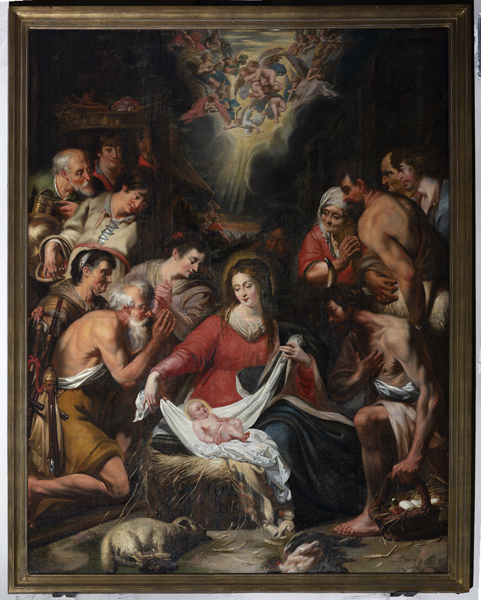
Aanbidding der Wijzen van Gaspar de Crayer
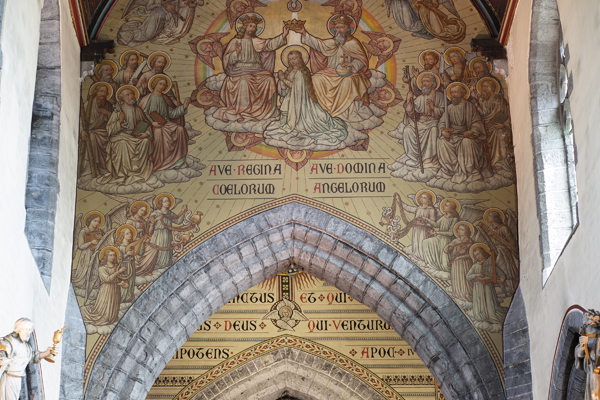
Muurschilderingen
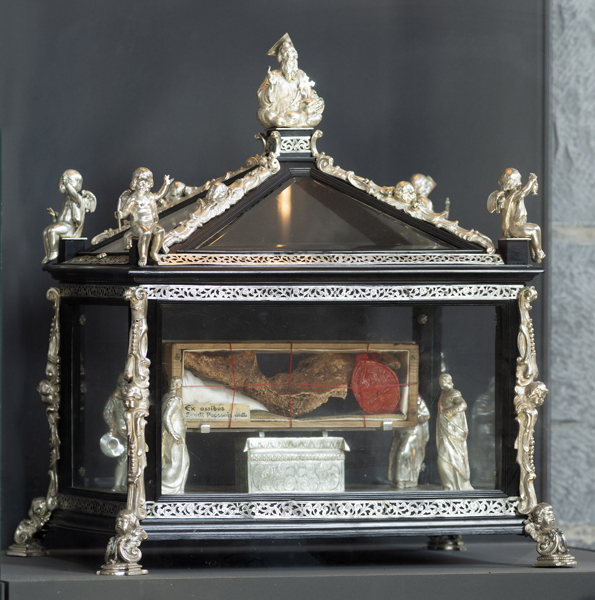
Relikwiekast met een stuk heup van de heilige Poppo
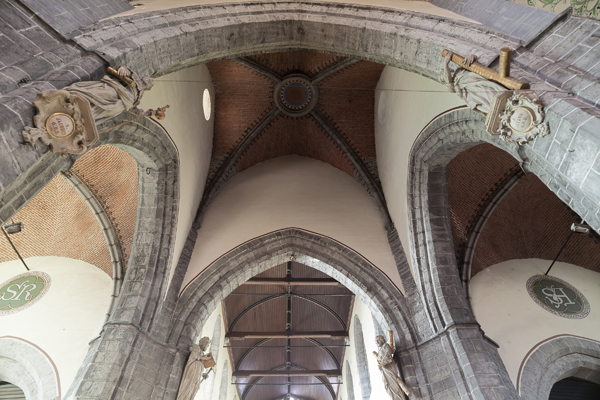
Gewelf
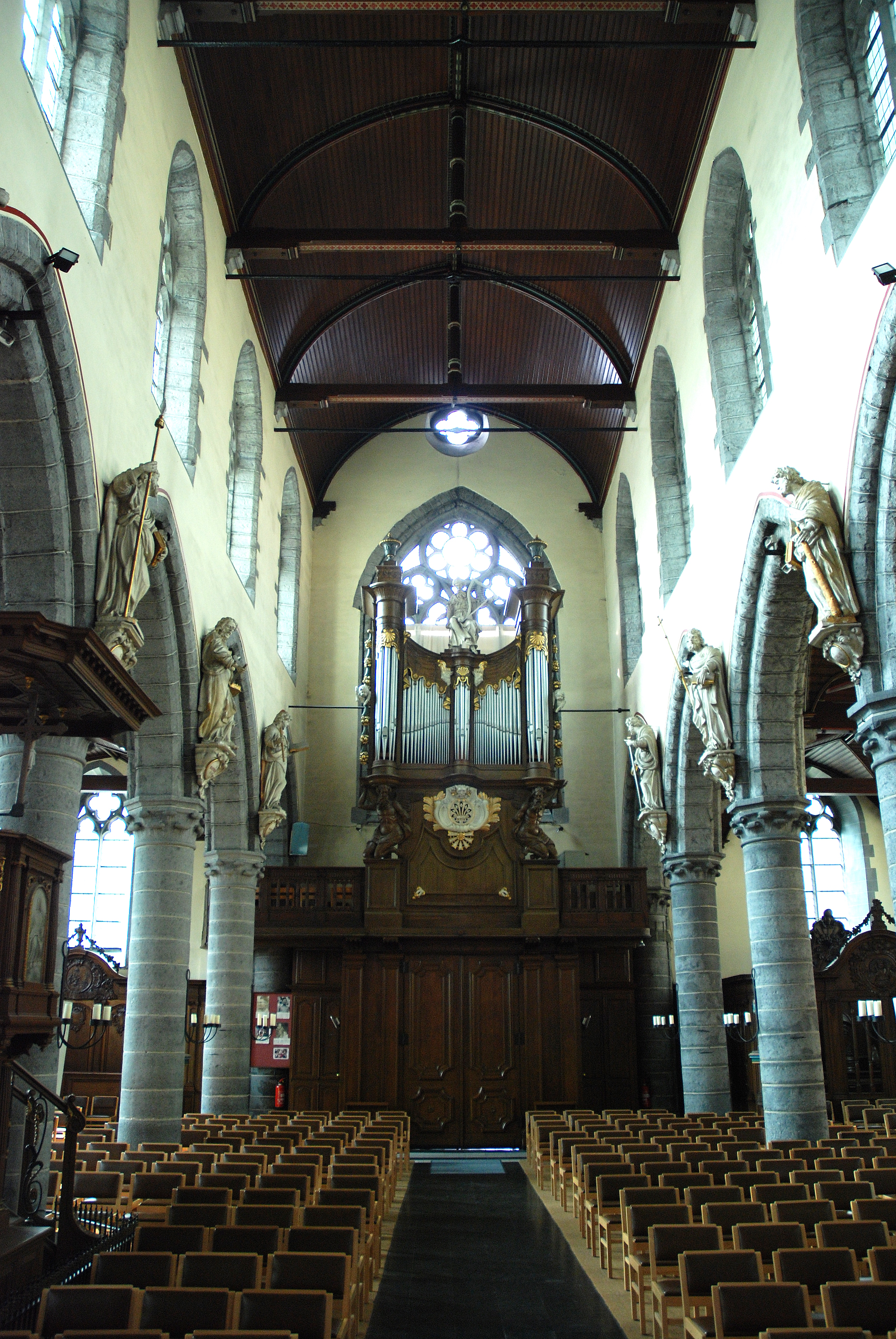
Het Van Peteghemorgel